# Paul Heinrich Theodor Müller
Paul Heinrich Theodor Müller (* 31. Januar 1896 in Kiel; † nach Januar 1945, 1953 vom Amtsgericht Hohenlimburg für tot erklärt) war ein deutscher SS-Obersturmführer und Schutzhaftlagerführer im KZ Auschwitz.

## Leben
Müller, von Beruf Handelsangestellter, trat nach der Machtübergabe an die Nationalsozialisten im Oktober 1933 der SS (SS-Nummer 179.667) bei, er beantragte am 7. Juni 1937 die Aufnahme in die NSDAP und wurde rückwirkend zum 1. Mai desselben Jahres aufgenommen (Mitgliedsnummer 4.486.232). Spätestens nach Beginn des Zweiten Weltkrieges war er ab 1939 zunächst im KZ Sachsenhausen und ab 1940 bei der Abteilung Verwaltung im KZ Flossenbürg eingesetzt.
Im April 1942 wurde er zum KZ Auschwitz kommandiert, wo er bis Juni 1942 als Kompanieführer der I. Wachkompanie eingesetzt war. Von Juli 1942 bis Oktober 1943 leitete er als Kompanieführer die II. Wachkompanie im Stammlager und wurde zeitgleich in Personalunion Schutzhaftlagerführer des Frauenlagers im Stammlager, das im August 1942 in das KZ Auschwitz-Birkenau überführt wurde. Im Frauenlager kooperierte er mit den Oberaufseherinnen Johanna Langefeld und ab Oktober 1942 mit Maria Mandl. Im August 1943 wurde er als Schutzhaftlagerführer im Frauenlager durch Franz Hössler abgelöst. Im November 1943 wurde er Kompanieführer der I. und II. Wachkompanie im KZ Monowitz, welche auch für die Bewachung der Außenlager Golleschau und Jawischowitz zuständig waren. Am 30. Januar 1944 wurde ihm das Kriegsverdienstkreuz II. Klasse mit Schwertern verliehen. Im September 1944 übernahm er die Leitung des neugegründeten Außenlagers Neustadt O.S., einer Weberei in der 400 weibliche Häftlinge Zwangsarbeit leisten mussten, wo er bis zur Evakuierung des KZ Auschwitz im Januar 1945 tätig war.